# William McMillan (scultore)
William McMillan (Aberdeen, 31 agosto 1887 – Richmond, 25 settembre 1977) è stato uno scultore e medaglista scozzese, notevole per il numero di sue statue poste in luoghi pubblici nel Regno Unito.
Nel 1919 McMillan, vinse i due concorsi indetti dal War Office e fu incaricato dal governo britannico di disegnare le medaglie di campagna della prima guerra mondiale per le forze armate britanniche, da assegnare a tutto il personale che aveva prestato servizio attivo nei teatri di guerra durante il conflitto. 
Per la Medaglia della vittoria utilizzò un'incisione in rilievo della classica dea greca Nike con il testo "THE GREAT WAR FOR CIVILISATION 1914–1919", mentre per la British War Medal un rilievo in stile greco classico di San Giorgio su un cavallo che calpesta gli emblemi dell'Impero tedesco sconfitto. Questa divennero le sue opere più riprodotte, con circa dodici milioni di medaglie distribuite in combinazione nel Regno Unito e in tutto l'Impero britannico.